# Liste der Baudenkmale in Goslar - Hokenstraße
In der Liste der Baudenkmale in Goslar – Hokenstraße sind alle Baudenkmale in der Hokenstraße der niedersächsischen Gemeinde Goslar aufgelistet. Die Quelle der Baudenkmale ist der Denkmalatlas Niedersachsen. Der Stand der Liste ist der 11. Oktober 2022.

## Allgemein
In den Spalten befinden sich folgende Informationen:
- Lage: die Adresse des Baudenkmales und die geographischen Koordinaten. Kartenansicht, um Koordinaten zu setzen. In der Kartenansicht sind Baudenkmale ohne Koordinaten mit einem roten Marker dargestellt und können in der Karte gesetzt werden. Baudenkmale ohne Bild sind mit einem blauen Marker gekennzeichnet, Baudenkmale mit Bild mit einem grünen Marker.
- Bezeichnung: Bezeichnung des Baudenkmales
- Beschreibung: die Beschreibung des Baudenkmales. Unter § 3 Abs. 2 NDSchG werden Einzeldenkmale und unter § 3 Abs. 3 NDSchG Gruppen baulicher Anlagen und deren Bestandteile ausgewiesen.
- ID: die Objekt-ID des Baudenkmales
- Bild: ein Bild des Baudenkmales, ggf. zusätzlich mit einem Link zu weiteren Fotos des Baudenkmals im Medienarchiv Wikimedia Commons. Wenn man auf das Kamerasymbol klickt, können Fotos zu Baudenkmalen aus dieser Liste hochgeladen werden:

Zurück zur Hauptliste
| Lage                                            | Bezeichnung          | Beschreibung | ID       | Bild |
| ----------------------------------------------- | -------------------- | --- | -------- | ---- |
| Hokenstraße 51° 54′ 25″ N, 10° 25′ 40″ O        | Straßenraum          | | 36593525 |      |
| Hokenstraße 1 51° 54′ 23″ N, 10° 25′ 41″ O      | Wohn-/ Geschäftshaus | Dreigeschossiger Fachwerkbau mit Satteldach in Ziegeldeckung, traufständig. Fassade mit Schiefer verkleidet, OGs leicht vorkragend. | 36528256 |      |
| Hokenstraße 2 51° 54′ 23″ N, 10° 25′ 41″ O      | Wohn-/ Geschäftshaus | Zweigeschossiger Fachwerkbau mit Satteldach in Ziegeldeckung, traufständig. Fassade fachwerksichtig, gleichmäßige Gefacheinteilung mit schmalen Zwischengefachen; EG mit Schaufensterverglasung.                                                                                               | 36604067 |      |
| Hokenstraße 3 51° 54′ 23″ N, 10° 25′ 41″ O      | Wohn-/ Geschäftshaus | Zweigeschossiger Fachwerkbau mit Satteldach, traufständig; hofseitig Gebäudeflügel an der Südseite des Innenhofs. Fassade fachwerksichtig, EG mit Schaufensterverglasung. | 36604095 |      |
| Hokenstraße 4 51° 54′ 24″ N, 10° 25′ 41″ O      | Wohn-/ Geschäftshaus | Zweigeschossiger Fachwerkbau mit Satteldach in Ziegeldeckung und mittiger Giebelgaube, traufständig. Fassade fachwerksichtig, gleichmäßige Gefacheinteilung mit schmalen Zwischengefachen; EG mit Schaufensterverglasung.                                                                      | 36604123 |      |
| Hokenstraße 5 51° 54′ 24″ N, 10° 25′ 41″ O      | Wohn-/ Geschäftshaus | Zweigeschossiger Fachwerkbau mit Satteldach in Ziegeldeckung, traufständig. Fassade mit Schiefer verkleidet, EG mit Schaufensterverglasung. | 36604148 |      |
| Hokenstraße 6 51° 54′ 24″ N, 10° 25′ 41″ O      | Wohn-/ Geschäftshaus | Zweigeschossiger Fachwerkbau mit Walmdach in Ziegeldeckung, traufständiges Eckhaus; Straßenfassade mit Schiefer verkleidet, EG mit Schaufensterverglasung, Stirnseite mit Putzfassade; zur Fenstermäkerstraße im südlichen Gebäudeteil dreigeschossig ausgebaut durch breite Dachabschleppung. | 36604174 |      |
| Hokenstraße 8 51° 54′ 25″ N, 10° 25′ 41″ O      | Wohn-/ Geschäftshaus | Zweigeschossiger Fachwerkbau mit Satteldach, traufständig; Fassade fachwerksichtig, EG mit Schaufenstern verglast; Südgiebel durch niedrigere Nachbarbebauung freigestellt; rückwärtig zweigeschossiges Hinterhaus auf der Nordseite des Hinterhofs.                                           | 36604202 |      |
| Hokenstraße 9 – 10 51° 54′ 25″ N, 10° 25′ 40″ O | Wohn-/ Geschäftshaus | Zweigeschossiger Fachwerkbau mit Mansarddach in Schieferdeckung, traufständig; Doppelhaus aus zwei gleichartigen Gebäuden. Fassade fachwerksichtig, regelmäßige Gefacheinteilung mit schmalen Zwischengefachen, EG mit Schaufensterverglasung.                                                 | 36604229 |      |
| Hokenstraße 11 51° 54′ 26″ N, 10° 25′ 40″ O     | Wohn-/ Geschäftshaus | Dreigeschossiger Fachwerkbau mit Satteldach in Ziegeldeckung, traufständig. Fassade fachwerksichtig, regelmäßige Gefacheinteilung mit schmalen Zwischengefachen, EG mit Schaufensterverglasung.; Oberstock mit profilierter und farbig gefasster Schwelle.                                     | 36604256 |      |
| Hokenstraße 12 51° 54′ 26″ N, 10° 25′ 40″ O     | Wohn-/ Geschäftshaus | Dreigeschossiger Fachwerkbau mit Satteldach in Ziegeldeckung, traufständig; Doppelhaus aus zwei Gebäuden. Fassade fachwerksichtig, EG mit Schaufensterverglasung. | 36604284 |      |
| Hokenstraße 13 51° 54′ 27″ N, 10° 25′ 39″ O     | Wohn-/ Geschäftshaus | Zweigeschossiger Fachwerkbau mit Zwerchhaus und Krüppelwalmdach in Ziegeldeckung, traufständiges Eckhaus. Fassade fachwerksichtig, regelmäßige Gefacheinteilung mit schmalen Zwischengefachen; EG mit Schaufensterverglasung.                                                                  | 36604310 | BW   |
| Hokenstraße 13 51° 54′ 26″ N, 10° 25′ 38″ O     | Nebengebäude         | Zweigeschossiger Fachwerkbau mit Satteldach in Ziegeldeckung, traufständig; rückwärtig in die Tiefe des Hofgrundstücks reichend. Fassade fachwerksichtig. | 36579530 | BW   |
| Hokenstraße 14 51° 54′ 26″ N, 10° 25′ 39″ O     | Wohn-/ Geschäftshaus | Dreigeschossiger Fachwerkbau mit Satteldach in Ziegeldeckung, traufständig. Fassade fachwerksichtig, in den seitlichen Gefachen Auskreuzungen mit K-Streben; EG mit Schaufensterverglasung. | 36604339 |      |
| Hokenstraße 15 51° 54′ 26″ N, 10° 25′ 39″ O     | Wohn-/ Geschäftshaus | Zweigeschossiger Fachwerkbau mit Satteldach in Ziegeldeckung, traufständig. Fassade fachwerksichtig, mit schmalen Zwischengefachen, EG mit Schaufensterverglasung. | 36604366 |      |
| Hokenstraße 15 51° 54′ 26″ N, 10° 25′ 38″ O     | Hinterhaus           | Zweigeschossiges Gebäude mit Pultdach. Rückseite mit Schiefer verkleidet. | 40166524 | BW   |
| Hokenstraße 16 51° 54′ 26″ N, 10° 25′ 39″ O     | Wohn-/ Geschäftshaus | Zweigeschossiger Fachwerkbau mit Satteldach in Ziegeldeckung, traufständig. Fassade fachwerksichtig, EG mit Schaufensterverglasung. | 36604393 |      |
| Hokenstraße 17 51° 54′ 26″ N, 10° 25′ 39″ O     | Wohn-/ Geschäftshaus | Dreigeschossiger Fachwerkbau mit Satteldach in Ziegeldeckung, traufständig. Fassade fachwerksichtig, regelmäßige Gefacheinteilung mit schmalen Zwischengefachen, EG mit Schaufensterverglasung.                                                                                                | 36604419 |      |
| Hokenstraße 18 51° 54′ 25″ N, 10° 25′ 40″ O     | Wohn-/ Geschäftshaus | Dreigeschossiger Fachwerkbau mit mittigem Zwerchhaus und Satteldach in Ziegeldeckung, traufständig. Fassade fachwerksichtig, ehemaliger Speicherstock im 2. OG 1881 zu Wohnungen, EG 1899 als Ladenfläche ausgebaut. Inschrift auf Kellerfensterstürzen: „H:I:R: 1781“.                        | 36604447 |      |
| Hokenstraße 19 51° 54′ 25″ N, 10° 25′ 40″ O     | Wohn-/ Geschäftshaus | Zweigeschossiger Fachwerkbau mit Satteldach in Ziegeldeckung, traufständig. Fassade fachwerksichtig, unregelmäßige Gefacheinteilung, EG mit Schaufensterverglasung. | 36604477 |      |
| Hokenstraße 19 51° 54′ 25″ N, 10° 25′ 39″ O     | Hinterhaus           | Eingeschossiger Bau mit Satteldach in Ziegeldeckung. Giebelseite mit Schiefer verkleidet. | 36589443 | BW   |
| Hokenstraße 20 51° 54′ 25″ N, 10° 25′ 40″ O     | Wohn-/ Geschäftshaus | Zweigeschossiger Fachwerkbau mit Satteldach in Ziegeldeckung, traufständig. Fassade fachwerksichtig, EG: Ladeneinbau mit Schaufensterverglasung und Arkadengang. | 36604505 |      |
| Hokenstraße 21 51° 54′ 24″ N, 10° 25′ 40″ O     | Wohn-/ Geschäftshaus | Erbaut 1961–62 nach Entwürfen von Horst Kaiser. Dreigeschossiger Skelettbau mit Satteldach mit Ziegeldeckung, traufständig. Fassade mit sichtbarem Skelettraster, EG mit Schaufensterverglasung; nordseitig offene Passage zum rückwärtigem Hofbereich, mit begleitender Schaufensteranlage.   | 36559577 |      |
| Hokenstraße 22 51° 54′ 24″ N, 10° 25′ 40″ O     | Wohn-/ Geschäftshaus | Dreigeschossiger Fachwerkbau mit Satteldach in Ziegeldeckung, traufständig. Fassade fachwerksichtig; EG mit Ladeneinbau aus dem späten 19. Jh., Schaufensterverglasung. | 36604533 |      |
| Hokenstraße 23 51° 54′ 24″ N, 10° 25′ 40″ O     | Wohn-/ Geschäftshaus | Erbaut 1956 durch tiefgreifenden Umbau eines älteren Gebäudes sowie Aufstockung des 2. OG 1962 (Architekt: Emil Hahne). Dreigeschossiges Gebäude mit Satteldach in Ziegeldeckung, traufständig. Fassade im EG mit Arkadengang und Schaufensterverglasung, OGs mit Fachwerk-Imitation.          | 36604561 |      |
| Hokenstraße 24 51° 54′ 23″ N, 10° 25′ 40″ O     | Wohn-/ Geschäftshaus | Dreigeschossiger Fachwerkbau mit Walmdach in Ziegeldeckung, traufständiges Eckhaus. Fassade mit Schiefer verkleidet, EG mit Arkadengang und Schaufensterverglasung. | 36604587 |      |